# Комсомолска правда (острови)
Комсомолска правда (на руски: Острова Комсомольской Правды) е група от 2 по-големи и 7 малки острова на Русия в Северния ледовит океан.
Разположени са в западната част на море Лаптеви, край североизточното крайбрежие на полуостров Таймир. Влизат в състава на Красноярски край на Русия. Двата големи острова са: Голям (височина до 68 m, дължина 20 km, ширина 11 km) и Самуил (дължина 14 km, ширина 5,6 km), а седемте по-малки са: Промишлен, Овал, Володарски, Дежньов, Могилни, Скала и Столовиден. Изградени са основно от пясъци. Релефът е хълмист. Покрити са с тундрова растителност. Остров Самуил е открит на 19 август 1736 г. от руския полярен изследовател лейтенант Василий Прончишчев, а останалите са открити и изследвани през 1933-1934 г. от руския геолог и географ и изследовател на Арктика Николай Урванцев.

## Топографска карта
- Лист от карта T-48-XXII,XXIII,XXIV о. Самуила. Мащаб: 1 : 200 000. Състояние на местността към 1981 год. Издание 1987 г.
- Лист от карта T-48-XXVIII,XXIX,XXX зал. Симса. Мащаб: 1 : 200 000. Състояние на местността към 1974-1981 год. Издание 1987 г.